# Begoña Olavide
Begoña Olavide es una artista española especializada en música arabigo-andalusí, donde destaca como intérprete de salterio y cantante.

## Biografía
Olavide consiguió el título de flauta en el Conservatorio de Música de Madrid. Posteriormente realizó cursos de especialización en Holanda, Yugoslavia y Marruecos, en canto, canon y teoría de la música andalusí-magrebí. Ha colaborado con orquestas nacionales e internacionales, consiguiendo prestigio y reconocimiento.

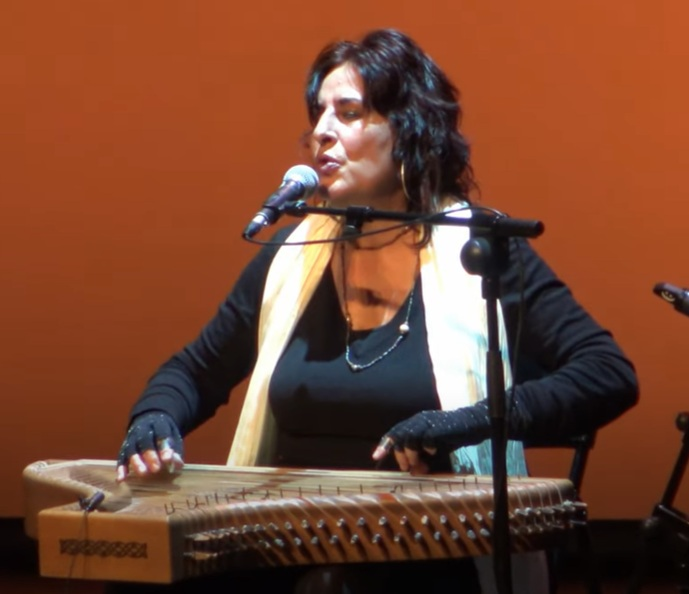
Begoña Olavide tocando el salterio

Begoña Olavide está entre los pioneros en recobrar la música del salterio. Destaca también su trabajo con el lutier Carlos Paniagua en la recuperación de modelos antiguos de la familia del salterio.
Ha puesto música a numerosas obras de teatro, cine y documentales televisivos. Como solista ha colaborado con orquestas nacionales e internacionales y con varias agrupaciones musicales especializadas en música antigua, contemporánea, de fusión y étnica.
Fue fundadora del grupo Cálamus, junto con Eduardo Paniagua, Carlos Paniagua, Rosa Olavide y Luis Delgado, pionero en despertar el interés por la cultura musical andalusí en España. Ha realizado giras de conciertos por toda Europa, así como por distintos países árabes, Israel, Estados Unidos, Canadá, Sudamérica, Japón, etcétera.
En 1994 crea y dirige el grupo Mudéjar especializado en música antigua española (siglos XIII al XVII) de las culturas árabe, cristiana y judía.

## Colaboraciones
Fue artista invitada en el montaje del espectáculo Nostra Donna del grupo italiano de música antigua Micrologus, y del Centre de Musique Medieval de Paris/ Ensemble Alla Francesca. Es miembro de Hesperion XXI, grupo dirigido por Jordi Savall. En el ámbito de la música andalusí trabaja con el músico e investigador marroquí Omar Metioui y su orquesta. 

## Discografía

### Begoña Olavide / Solo
- 1994 SALTERIO, M.A. Recordings.
- 2001 TOQUES EN EL TIEMPO, Jubal JMP.
- 2018 IMPROVISACIONES EN UN ESPACIO SIN TIEMPO, Tagomago

### Con el grupo Cálamus
- 1992 CÁLAMUS, Pneuma.
- 1994 THE SPLENDOUR OF AL-ANDALUS, M.A. Recordings.

### Con el grupo Mudéjar
Su repertorio se basa en la música del siglo XIII al XVII de las culturas cristiana, judía y árabe en la península ibérica. Olavide es la voz principal y toca el salterio.
- 1997 MUDÉJAR, M.A. Recording.
- 1998 CARTAS AL REY MORO, Jubal JMP.
- 2002 A LAS PUERTAS DE GRANADA, Jubal JMP.
- 2003 AL-SON, Nuba Records.

### ConJavier Bergia[5]
Música original con textos de reconocidos poetas desde el medievo hasta la actualidad.
- 2014 DE UN TIEMPO A ESTA PARTE, Tagomago.
- 2016 BURLESCO, Tagomago.

### ConJordi SavallyMontserrat Figueras
- LUX FEMINA. Sello Alia Vox.
- NINA NANA. Alia Vox.

### ConHesperion XXIyJordi Savall
- ISABEL LA CATÓLICA. Sello Alia Vox.
- EL QUIJOTE. Alia Vox.
- DIÁSPORA SEFARDÍ. Alia Vox.
- CHRISTOPHORUS COLUMBUS. Alia Vox.
- FRANCISCO JAVIER. Alia Vox.
- ESTAMPIES & DANSES ROYALES. Alia Vox.
- JERUSALEM. Alia Vox.
- LE ROYAUME OUBLIÉ. Alia Vox.

### Otros
- Istampita, con Ensemble Alla Francesca. P. Hamon.
- Misteri D’Elx, con La Capella Reial de Catalunya y Jordi Savall. Alia Vox.